# Klánovický les
Klánovický les (též nazývaný Vidrholec nebo Fiedrholec, německy Fiederholz-Wald) zaujímá plochu na východním okraji Prahy na území pražských čtvrtí Horní Počernice, Újezd nad Lesy a Klánovice a sousedních obcí Úvaly a Jirny.
Téměř celá pražská část lesa je chráněna jako přírodní park Klánovice-Čihadla, části z lesa jsou chráněny jako přírodní rezervace Klánovický les a přírodní památka Prameniště Blatovského potoka a evropsky významná lokalita Natura 2000 Blatov a Xaverovský háj. Poblíž Jiren je část lesa chráněna jako přírodní památka Cyrilov.
Les je nápadný pravoúhlou sítí cest, která ho protkává. Neformálně se dělí na východní a západní část podle své polohy k zastavěnému území Klánovic
Přírodní rezervace Klánovický les (cca 400 ha) bývá občas zaměňována s přírodním parkem Klánovice-Čihadla (přes 1000 ha). Ve skutečnosti je les pouze menší částí tohoto parku, který kromě lesa zahrnuje i louky a pastviny. V dřívějších dobách však bylo zalesněné území rozsáhlejší.

## Charakteristika

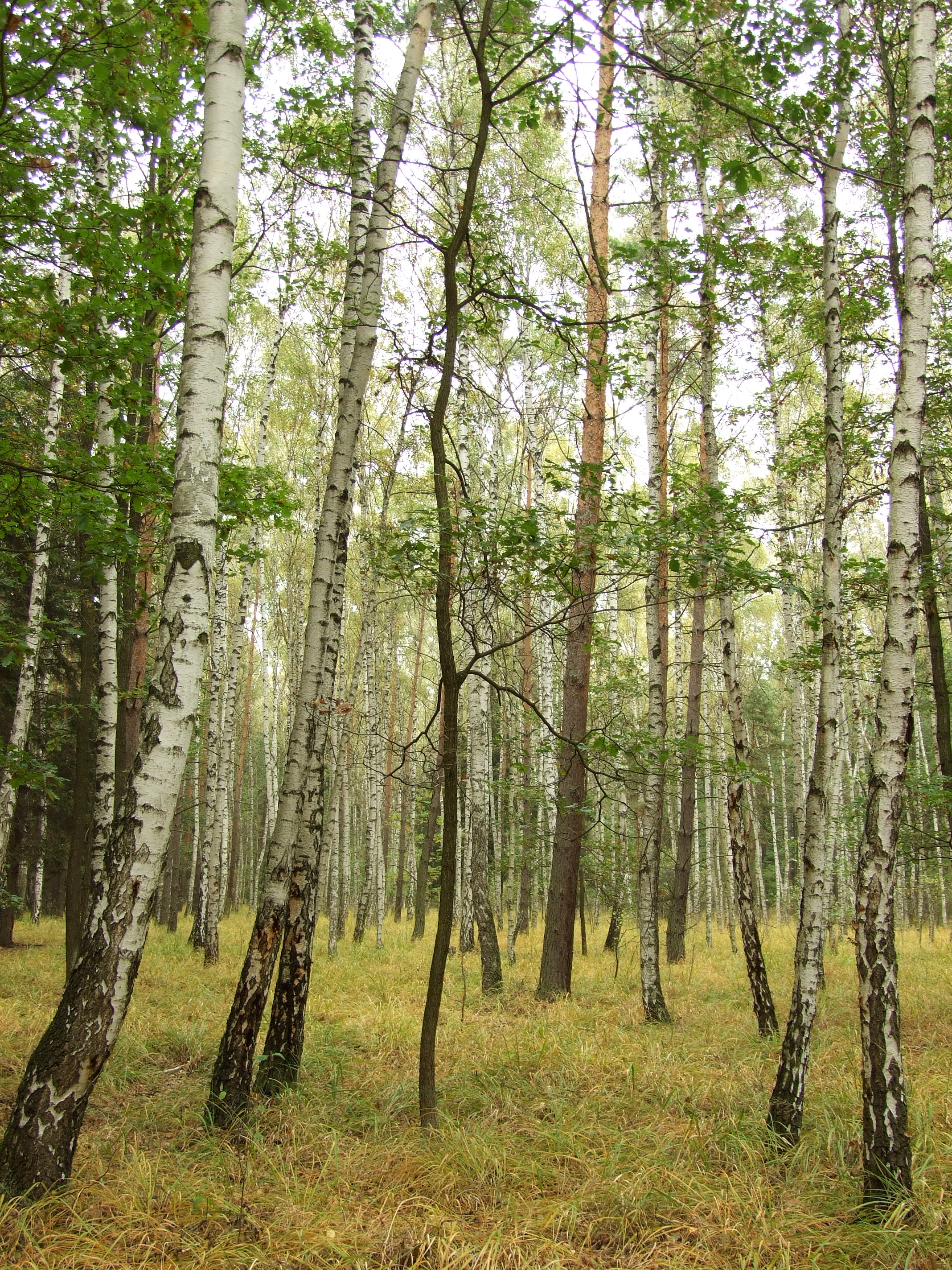
Na území Klánovického lesa se vyskytují také březové porosty

Přírodní rezervace se rozkládá na ploše 287,357 ha. Mezi hlavní důvody ochrany patří spontánní hybridy bříz (hybridní roje) a porosty bezkolencových doubrav. V lese převládají dubové porosty, které se střídají se smrky, modříny a borovicemi. Místy se vyskytuje habr a bříza a v malé míře i další listnaté stromy. Žijí tu zajíci, bažanti, lišky, srnčí a černá zvěř. Ornitologové zaznamenali přibližně 60 druhů hnízdících ptáků. Na několika místech jsou tůně a mokřady se vzácnými rostlinami.
V lese jsou příhodné podmínky pro rekreaci. Návštěvníci se zde mohou pohybovat po značených turistických cestách a po dvou cyklistických kruzích. Nejvíce o historii této lokality se jde dozvědět z naučné stezky začínající u klánovického nádraží, která zde vznikla v rámci činnosti Českého svazu ochránců přírody spolu s jejím dětským turistickým oddílem Stopa. Několik zastávek se věnuje zaniklým osadám Hol (též nazývané Žák), Lhota a Slavětice, dále tabule vykládají i příběh vzniku Klánovic a trasa vede i kolem zchátralé klubovny bývalého golfového hřiště.

### Mykologie
Průzkumem území se zabývali mykologové Mirko Svrček (1985) a Jaroslav Landa (1985, 1986, 1987, 1988). V oblasti byl zjištěn výskyt následujících druhů lupenatých hub: křehutka orobincová (Psathyrella typhae), třepenitka pomněnková (Hypholoma myosotis), pavučinec malachitový (Cortinarius malachioides), pavučinec šupinonohý (Cortinarius pholideus), pavučinec ředkvičkovitý (Cortinarius raphanoides), pavučinec tuhý (Cortinarius rigidus), pavučinec míhavý (Cortinarius vibratilis), šťavnatka zlatá (Hygrophorus aureus), špička dubomilná (Marasmius quercophilus), vláknice mokřadní (Inocybe acutella), vláknice Boltonova (Inocybe boltonii), kalichovka hvězdovýtrusá (Omphaliaster asterosporus), kulháček příživný (Claudopus parasiticus), holubinka chromová (Russula claroflava), holubinka Kavinova (Russula kavinae), holubinka maličká (Russula minutula), holubinka Zvárova (Russula zvarae), čirůvka zelánka (Tricholoma equestre). Z hřibovitých pak hřib příživný (Pseudoboletus parasiticus), hřib siný (Gyroporus cyanescens) a hřib rubínový (Chalciporus rubinus).

## Dějiny
Ještě v 17. století byl les mnohem rozsáhlejší a táhl se až ke Kolodějím, k jejichž panství také patřil. Celá oblast a především císařská silnice, která jí procházela, byla po staletí ohrožována lapky a loupežníky a stala se tím příslovečnou. Již roku 1142 nechal kníže Vladislav po svém nastoupení na trůn les od loupežníků vyčistit. Katovské a soudní knihy okolních měst od 16. století obsahují množství záznamů o popravách lupičů z Vidrholce, mnozí odsouzení měli za sebou několik desítek loupeží. V 16. a 17. století musely být stromy na dostřel od císařské silnice z bezpečnostních důvodů vysekány.
Roku 1840 pak byly přes les vykáceny stromy pro stavbu železniční trati z Olomouce do Prahy, po roce 1878 zde realitní podnikatel Václav Klán zahájil výstavbu lesní obce a roku 1883 byla u ní zřízena železniční zastávka.
Dne 5. února 1880 byl v lese Fidrholci zavražděn lesní adjunkt Hubert Diviš, kterého zde připomíná pískovcový pomník. Vrahem byl zdejší známý pytlák Václav Škorpil z Blatova. Dne 1. června 1995 byl na odpočívadle při silnici  I/12, která tvoří hranici lesa, zavražděn Martin Srb. Dne 11. června 2014 byl v lese zastřelen amatérský hledač kovů Denis B. Pachatelem byl vykradač domů Oldřich Konrád, který si v lese ukrýval svůj lup. Dne 15. prosince 2023 zde byl zastřelen otec s dcerou v kojeneckém věku, případ souvisí s masovou střelbou na Filozofické fakultě UK o necelý týden později.

## Golfové hřiště v Klánovicích

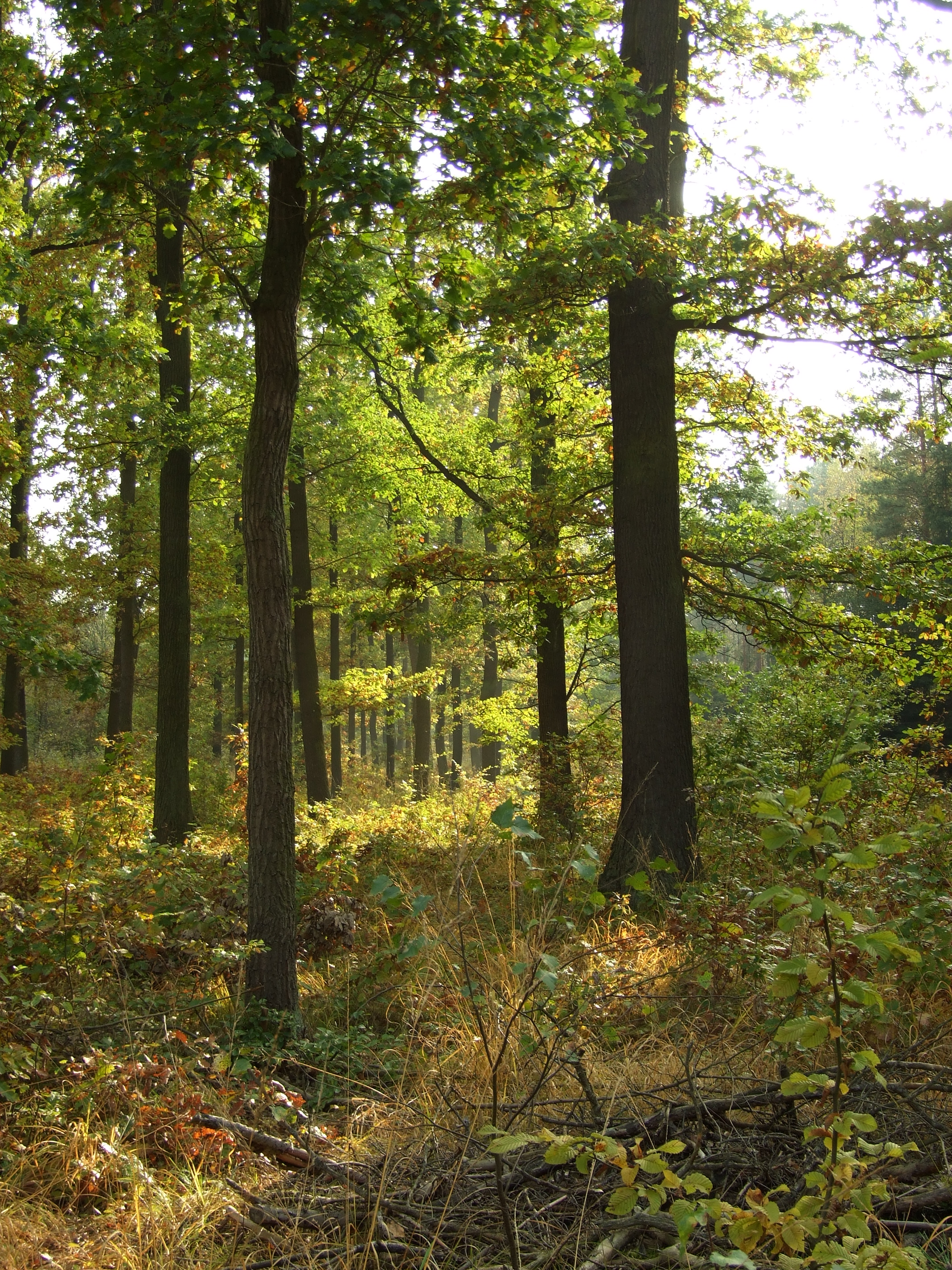
Podzim v typickém listnatém porostu lesa

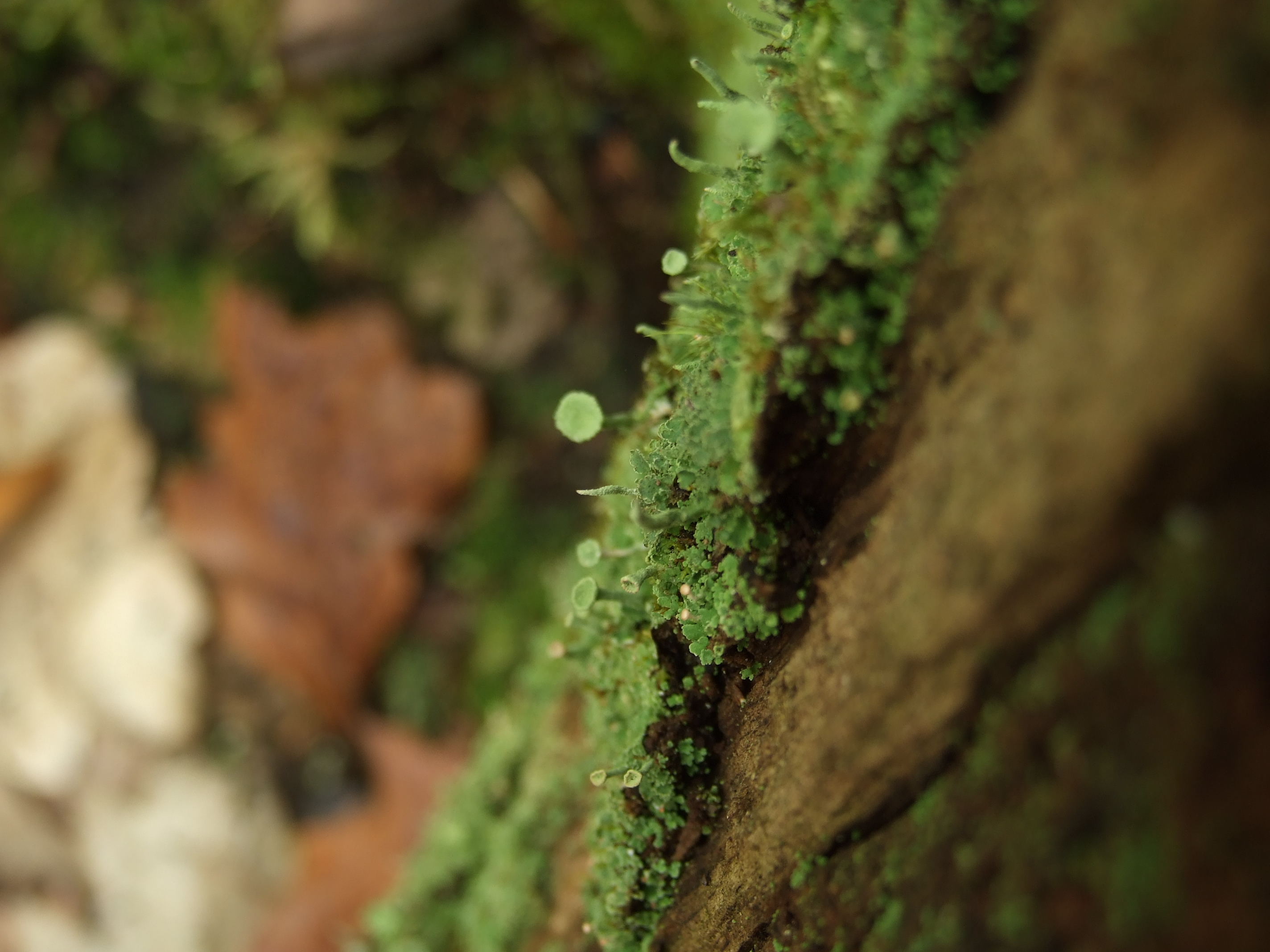
Mechy a lišejníky v Klánovickém lese

### Historie hřiště
Golfové hřiště v Klánovicích navazuje na prvorepublikovou tradici hřiště provozovaného Golf Clubem Praha, který zde počátkem roku 1937 získal vhodné pozemky a v roce 1938 již bylo hřiště v provozu. Nedokončené hřiště bylo po roce 1952 zrušeno.
Téměř celý Klánovický les je v současnosti majetkem České republiky a hospodaří v něm státní podnik Lesy České republiky. V polovině devadesátých let 20. století se dostal do územního plánu hl. m. Prahy projekt osmnáctijamkového golfového hřiště.
První reálný projekt obnovy golfového hřiště v západní části Klánovického lesa se objevil v roce 1995. Projekt nebyl realizován pravděpodobně proto, že tehdejší investor – společnosti Golf Club Praha – neměl dostatečné finance. Klánovické zastupitelstvo reagovalo na tyto zprávy v září 2005 usnesením, kterým požádalo zastupitelstvo hl. m. Prahy o změnu územního plánu v tom smyslu, aby golfistické plochy na území lesa (kategorie SO2) byly převedeny na lesní pozemky (LR) - poměr hlasování 6/3/0. Taková úprava by realizaci projektu neumožňovala. Několik měsíců po tomto rozhodnutí (prosinec 2005) koupila starou klubovnu Golf Clubu Praha a 2,5 ha lesa společnost Forest Golf Resort Praha, která se oficiálně přihlásila k projektu obnovy golfu v Klánovicích.
V současné době (2020) je bývalé osmnáctijamkové golfové hřiště nefunkční a zpustlé.

### Spor o obnovu golfového hřiště
Mnoho klánovických obyvatel s výstavbou hřiště nesouhlasilo, což se projevilo mj. v petici Občanského sdružení za Klánovický les (přes 22 000 podpisů ) i v komunálních volbách v roce 2006 (dilema „les nebo golf“ bylo hlavním tématem voleb, strany podporující celistvost lesa získaly 7 z 9 míst v zastupitelstvu, původně vládnoucí ODS kvůli podpoře společnosti FGRP obhájila pouze jediné místo).
Nové zastupitelstvo vzniklé z voleb v roce 2006 žádost o změnu golfistických pozemků v územním plánu na lesní půdu zopakovalo - poměr hlasování 7/2/0.
6. září 2007 se před budovou magistrátu na Mariánském náměstí uskutečnila demonstrace za záchranu Klánovického lesa, které se zúčastnilo 500 osob.
O změně územního plánu, která by zabránila poškození lesa a výstavbu golfového hřiště, mělo Zastupitelstvo hl. m. Prahy rozhodovat 24. ledna 2008. Do zastupitelstva šel materiál, který přes souhlas dominantního vlastníka lesa navrhl zpracování změny na neurčitou dobu přerušit. Takto byl také v ZHMP odhlasován.
Přestože generální ředitel LČR Jiří Novák v lednu 2008 slíbil písemně starostovi Klánovic Ladislavu Hrabalovi, že Klánovický les neprodá ani nepronajme, v červnu podepsal smlouvu o smlouvě budoucí na pronájem pozemků s firmou Forest Golf Resort Praha. Proti tomuto kroku se vzedmula vlna nevole klánovických občanů, kteří s tímto krokem nesouhlasí. Zástupci investora obvinili Stranu zelených z politizace problematiky výstavby golfu v lese.
V květnu 2008 Ministerstvo životního prostředí ČR obdrželo oznámení společnosti FGRP o záměru realizovat projekt golfu v lese. Dne 7. července 2008 MŽP rozhodlo, že posudek vlivu na životní prostředí EIA z devadesátých let je již zastaralý (neobsahuje mj. fakt, že část plánovaného hřiště je součástí naturové rezervace, posuzovaný projekt není identický). Protože podle stanoviska MŽP má projekt významný vliv na životní prostředí, měl projít celým procesem EIA.
Ve dnech 3. – 4. července 2008 měla v budově českého Senátu proběhnout konference Golfová hřiště v krajině, kterou mělo uspořádat sdružení Pro-GOLF 2005 (klánovické sdružení podporovatelů výstavby golfového hřiště v Klánovickém lese). Akci měl zaštítit předseda Senátu Přemysl Sobotka. Několik dní před zahájením konference byla bez bližšího vysvětlení zrušena.
V červnu 2009 na schůzi zastupitelstva bylo přijato usnesení o tom, že Klánovice oficiálně podporují „kompromisní“, devítijamkové hřiště v lese. Souběžně s tímto hlasováním bylo vyhlášeno referendum o stejné otázce s termínem konání 7. listopadu 2009. V referendu se obyvatelé Klánovic vyslovili proti výstavbě golfového hřiště. Hlasování se zúčastnilo 62,5 % voličů a s výstavbou nesouhlasilo 82 % hlasujících.
V říjnu 2009 byla shromážděna větší část podkladů pro posouzení vlivu záměru na životní prostředí, z nichž nadpoloviční většina byla záporná. Vzhledem k tomu, že pravděpodobný výsledek posuzování projektu by byl negativní, investor se rozhodl svou žádost o EIA stáhnout.
V konceptu nového územního plánu Prahy, který měl platit od roku 2011, bylo v Klánovickém lese navrhováno variantní řešení. Buď budou pozemky určeny pro devítijamkové hřiště nebo se bude jednat o les.
Dne 23. června 2011 – tedy po více než pěti letech od prvního usnesení klánovického zastupitelstva – Zastupitelstvo hlavního města Prahy schválilo návrh zpracování změny územního plánu tak, jak byl podán v září 2005. Pro se vyslovilo 48 zastupitelů ze všech politických stran. Jenom 12 zastupitelů z TOP09 návrh na změnu na LR nepodpořili. Náměstek pražského primátora pro územní plánování Josef Nosek nejprve hlasování z programu schůze zastupitelstva vyškrtnul, na nátlak kolegů však bod opět do pořadu schůze vrátil.

## Turismus

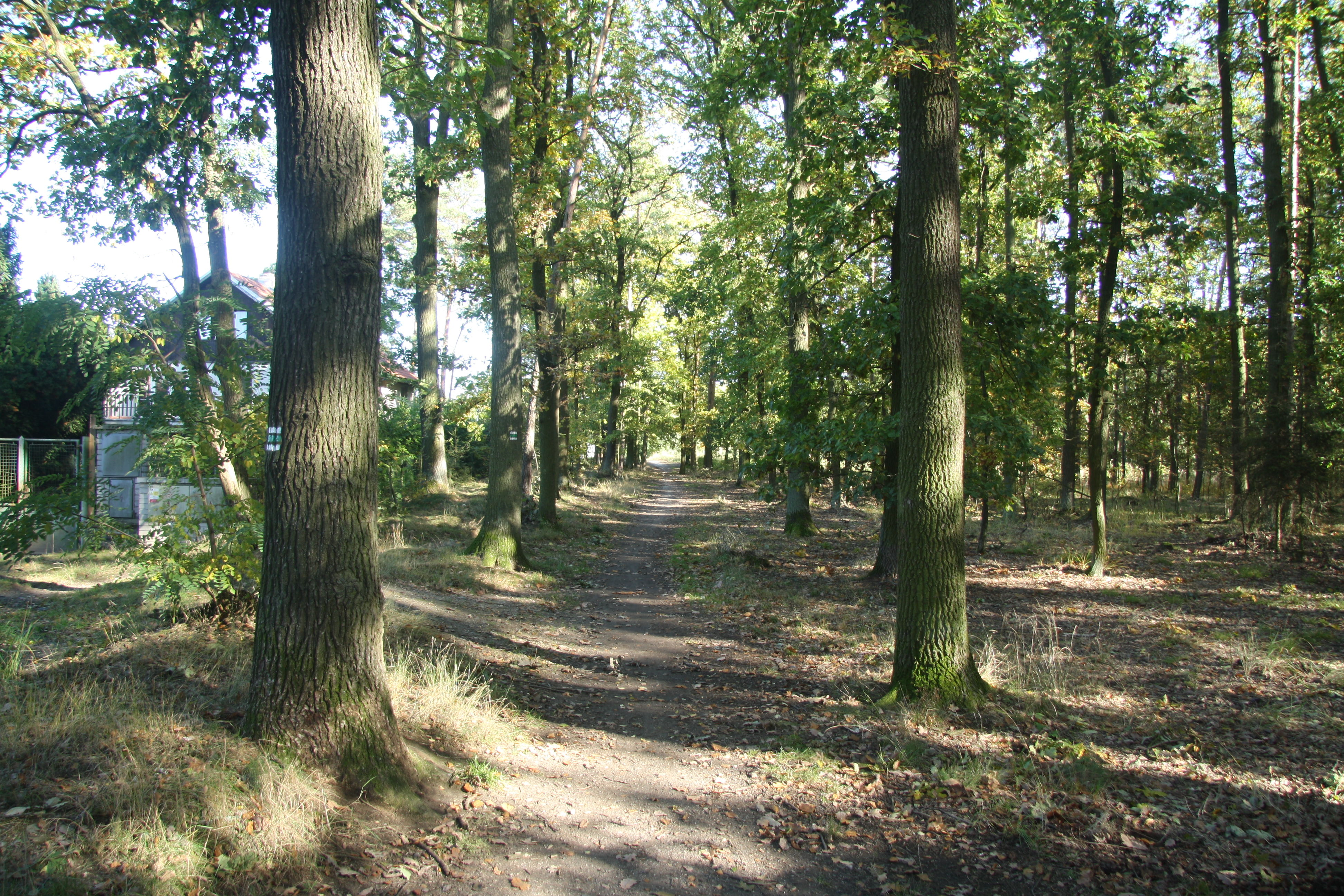
Turistická značená trasa na okraji Klánovic

Klánovickým lesem vedou turistické značené trasy: červeně značená trasa 0008 z Uhříněvsi do Úval, červeně značená trasa 0010 do Říčan, modře značená trasa 1003 do Uhříněvsi, zeleně značená trasa 3117 (okružní Klánovickým lesem), žlutě značená trasa 6001 do Jiren a žlutě značená trasa 6128 na Sídliště Rohožník v Újezdě nad Lesy. Lesem také vede Naučná stezka Klánovickým lesem a Naučná stezka Lesní galerie I. a II. Cyklisté mohou využít cyklostezky A50, A500 a 8211.